# Taglung Trashi Peltseg
Taglung Trashi Peltseg (tib.: stag lung bkra shis dpal brtsegs; geb. 1359; gest. 1424) war ein buddhistischer Geistlicher der Taglung-Kagyü-Schule des tibetischen Buddhismus. Er wurde bereits im achtzehnten Lebensjahr Abt des 1180 von Taglung Thangpa Trashi Pel (stag lung thang pa bkra shis dpal; 1142–1210) gegründeten Taglung-Klosters. Er war der 9. Khenpo (tib. mkhan po) von Taglung.